# 730

## Nașteri
- dată necunoscută: Tarasie al Constantinopolului patriarh al Constantinopolului (d. 806)

## Decese
- dată necunoscută: Gherman I al Constantinopolului patriarh al Constantinopolului (n. 634)